# Jerzy Gattaws
Jerzy Edward Gattaws (ur. 28 lutego 1880 w Warszawie, zm. po 1934) – polski urzędnik, komendant Straży Marszałkowskiej, kawaler Orderu Virtuti Militari.

## Życiorys
Urodził się 28 lutego 1880 w Warszawie, ówczesnej stolicy Królestwa Polskiego, w rodzinie Antoniego, woźnego Uniwersytetu Warszawskiego i Elżbiety z Schönbergów. Uczęszczał do VI Męskiego Gimnazjum przy ul. Krakowskie Przedmieście 36. Po ukończeniu szóstej klasy wystąpił z gimnazjum. W 1897 rozpoczął pracę w charakterze urzędnika, początkowo w telegrafie, później w Warszawskim Towarzystwie Ubezpieczeń od Ognia, a następnie w Gazowni Warszawskiej. W 1910 był członkiem zwyczajnym Towarzystwa Zachęty Sztuk Pięknych.
W 1914, po wybuchu I wojny światowej, wstąpił do społeczno-politycznej organizacji Ziemsojuz, której celem było niesienie pomocy chorym i rannym żołnierzom armii rosyjskiej. Pełnił służbę na stanowisku komendanta, w randze tytularnego radcy, 6 czołówki litera „C” Wszechrosyjskiego Związku Ziemstw (ros. 6 передовой отряд В.З.С. литер Ц), przydzielonej do 10, a następnie 1 Armii.
Po rewolucji lutowej 1917 włączył się w prace nad organizacją Związku Wojskowych Polaków wśród żołnierzy oddziałów Frontu Rumuńskiego. Został wybrany prezesem ZWP w rosyjskiej 2 Dywizji Piechoty. W styczniu 1918 przyprowadził czołówkę sanitarną do II Korpusu Polskiego w Rosji „absolutnie z całym personelem żywym i martwym inwentarzem”. Po przemianowaniu czołówki na korpuśną kolumnę sanitarną został wyznaczony na jej dowódcę. „Z powodu braku gotówki w kasie korpusu utrzymuje kolumnę ze swoich własnych funduszy aż do 1 maja, nie otrzymując zupełnie żadnych pieniędzy z kasy korpusu, ani żadnych produktów z intendentury korpusu”. Wyróżnił się 11 maja 1918 w bitwie pod Kaniowem. 13 października 1921 były szef sztabu II Korpusu Polskiego, pułkownik Michał Żymierski sporządził wniosek na odznaczenie Jerzego Gattawsa orderem „Virtuti Militari”, w którym napisał między innymi:

11 maja 1918 podczas bitwy z Niemcami pod Kaniowem, we wsi Jemczycha, pod kulami, osobiście kieruje akcją ratowania rannych, przy czym żadem nasz ranny nie został zostawiony na polu bitwy. Po bitwie, nie zważając na niebezpieczeństwo, przewozi w przebraniu dowódcę korpusu generała Józefa Hallera i ułatwia mu ucieczkę z niewoli niemieckiej. Następnie zostaje wzięty przez Niemców do niewoli.

Był więziony w obozie w Güstrow, a następnie w Breesen. We wrześniu został przeniesiony do twierdzy brzeskiej i osadzony w forcie Berga. 13 listopada 1918, po uwolnieniu z niewoli, wrócił do Warszawy.
19 lutego 1919 został powołany do czynnej służby w Wojsku Polskim, w charakterze urzędnika wojskowego VII rangi, i wyznaczony członkiem Komisji dla sporządzenia list ewidencyjnych II Korpusu Polskiego oraz zestawienia i oszacowania majątku Korpusu, zabranego przez wojska niemieckie przy rozbrajaniu Korpusu. 15 listopada 1919, na własną prośbę, został zwolniony z Wojska Polskiego. Od 30 listopada 1920 do 16 lipca 1921 pełnił służbę w Dowództwie Wojska Litwy Środkowej na stanowisku zastępcy szefa wydziału gospodarczego. 1 sierpnia 1931 został komendantem Straży Marszałkowskiej Sejmu RP. 15 czerwca 1934 ustąpił ze stanowiska komendanta straży sejmowej i został mianowany kierownikiem intendentury centralnej Magistratu warszawskiego. Społecznie pełnił funkcję prezesa oddziału warszawskiego Legii Inwalidów Wojsk Polskich. Mieszkał w Warszawie przy ul. Wrońskiego 15 m. 3. Był kawalerem.

## Ordery i odznaczenia
- Krzyż Srebrny Orderu Wojskowego Virtuti Militari nr 6702 – 10 maja 1921[15][16][17]
- Krzyż Walecznych po raz pierwszy „za męstwo i odwagę wykazane w bitwie Kaniowskiej w składzie b. II Korpusu Wschodniego w dniu 11.5.18 r.”[9][1]
- Medal Pamiątkowy za Wojnę 1918–1921[1]
- Medal Dziesięciolecia Odzyskanej Niepodległości[1]
- Medal Zwycięstwa[1]
- Order Świętej Anny 3 stopnia – 22 lipca?/4 sierpnia 1915[7]
- Order Świętego Stanisława 3 stopnia – 2 kwietnia?/15 kwietnia 1916[7]

12 czerwca 1935 Komitet Krzyża i Medalu Niepodległości odrzucił wniosek o nadanie mu tego odznaczenia „z powodu braku pracy niepodległościowej”.